# Галіакберов Станіслав Кабірович
Станіслав Кабірович Галіакберов (тат. Stanislav Kəbir uğlı Ğaliəkbərev, Станислав Кәбир улы Галиәкбәрев; нар. 30 липня 1931 — 22 травня 2016) — радянський, татарський шахіст і шаховий композитор, патріарх шахової школи Республіки Татарстан, засновник Палацу шахів і шашок им. Р. Г. Нежметдинова

## Життєпис
Народився 30 липня 1931 року в селі Новопавлівка Краснолуцького району Ворошиловградської області УРСР.
Від 1932 року жив у місті Казані.
З шахами познайомився в дитячому віці. У роки Німецько-радянської війни відвідував шаховий гурток при клубі держторгівлі на вул. Куйбишева в Казані, де тренером був один з провідних шахістів міста Петро Єрмолін. Потім займався в шаховому гуртку ДСТ «Спартак» під керівництвом Р. Г. Нежметдинова і Г. І. Сатониної.
Перший голова комісії з шахової композиції при шаховій федерації Республіки Татарстан від 1982 року.
Після закінчення школи навчався в Архангельську, де займався шахами у відомого згодом тренера, майстра спорту Віктора Голенищева. 1951 року взяв участь в обласній першості ДСТ «Зеніт» і виконав норму першої категорії.
Після закінчення технікуму в 1952 році почав працювати в проектних організаціях, спочатку в інституті «Променергопроект», а від 1953 року в проектній конторі «Татпроект», інституті «Татаргражданпроект», інституті «Татагропромпроект». Нагороджений урядовими нагородами.
Після повернення в Казань у 1953 році взяв участь в особистій першості Татради ДСО «Труд» і посів перше місце. Після чого відійшов від активних шахів, але не кинув їх.

## Шахова композиція
1977 року зацікавився шаховою композицією. Вирішував завдання та етюди, почав брати участь у заочних конкурсах. Від 1977 до 1986 року взяв участь в 36 міжнародних, всесоюзних, республіканських, обласних та міських конкурсах на розв'язування. Як переможець змагань удостоєний численних дипломів і грамот різних ступенів від журналів «Турист», «Шахи в СРСР», «Прапороносець», «Соціалістична культура», «64 — Шаховий огляд», «Зміна», «Студентський меридіан», а також газет «Радянська Росія», «Радянська культура», «Соціалістична індустрія», «Радянський спорт», «Червона зірка», «Учительська газета», «Будівельна газета», «Індустріальне Запоріжжя», «Вечірня Казань», болгарської газети «Будівельник» та багатьох інших.

Станіслав Кабірович згадував:
Найбільш пам'ятним, дуже цікавим і важким був конкурс 1981 року в українській газеті «Індустріальне Запоріжжя», де конкурс проводився одночасно у чотирьох розділах — завдання, етюди, комбінації і шахова вікторина. В першому розділі я набрав 67 очок з 88, у другому — 84 з 84, а в третьому 75 з 75 і в заключному четвертому 62,5 очка з 72. Таким чином, набравши 288,5 очка я став третім призером у цьому шаховому багатоборстві.

## Заслуги
Під його безпосереднім керівництвом Леонід Ярош став дворазовим чемпіоном світу, а Лев Грольман триразовим чемпіоном світу з шахової композиції у складі збірної команди Росії. За досягнуті успіхи вони удостоєні почесного звання Заслужених майстрів спорту Республіки Татарстан.